# Adalbert de Magúncia
Adalbert de Magúncia († 1137) fou l'arquebisbe de Magúncia entre el 1111 i el 1137.

## Vida
Pertanyia a la família dels comtes de Saarbrücken, serví com canceller imperial durant els regnats dels emperadors Enric IV i Enric V del Sacre Imperi Romanogermànic. El 1110 fou enviat a Roma com a part d'una ambaixada per organitzar la coronació d'Enric V com a emperador. A canvi del seu suport a les pretensions de l'emperador per recuperar els seus drets d'investidura (que Enric rebé del Papa Pasqual II el 1111), se li concedí el càrrec d'arquebisbe de Magúncia.
Tanmateix, després del nomenament, Adalbert es posà contra l'emperador a causa de desavinences personals, així com per ambicions territorials. Enric acabà empresonant Adalbert sense judici durant tres anys, entre el 1112 i el 1115, després que l'arquebisbe rebutgés transferir el control dels castells imperials.
Després de ser alliberat, a causa de la revolta dels ciutadans de Magúncia, Adalbert continuà treballant activament contra l'emperador, emprant àdhuc el recurs últim de l'excomunió. Mentrestant, una forta campanya papal havia posat gran part del clergat contra l'emperador, i Adalbert es convertí en el líder dels bisbes anti-imperialistes.
Quan Enric se n'anà a Itàlia el 1116, Adalbert aixecà la major part del país contra l'emperador, continuant amb el conflicte. El 1119, Calixte II obtingué el papat i nomenà l'arquebisbe «legat papal», i de seguida Enric atacà Magúncia. Com a resposta, Adalbert convencé la noblesa saxona per unir-se a la revolta.
Les negociacions entre ambdós bàndols, després d'haver-se enfrontat en combat, donaren com a resultat una treva temporal. El conflicte quedà definitivament en suspens després del Concordat de Worms el 1112, on l'emperador renuncià a la seva investidura.
Tot i això, Adalbert no oblidà el seu odi envers Enric. Després de la mort d'Enric el 1125, Adalbert veié una oportunitat que no podia deixa escapar: l'arquebisbe pensava que la monarquia germànica era massa poderosa i calia afeblir-la, començant per l'eliminació de la successió hereditària. Al passat, les eleccions dels reis sàlics s'havien convertit en un mer formalisme per legitimar el desig de l'emperador regnant sobre la successió dels seus fills, més que no pas en una vertadera elecció que determinés qui havia de ser escollit rei. En aquest cas, el nebot d'Enric, Frederic II de Suàbia, era l'opció òbvia, però després d'obtenir la insígnia imperial, l'arquebisbe sabotejà l'ascens de Frederic al tron. Adalbert convencé la noblesa que la monarquia hereditària no responia a llurs interessos, i els persuadí per escollir com a candidat el relativament feble duc Lotari de Saxònia, qui es convertí en Lotari II del Sacre Imperi Romanogermànic. Aquesta elecció fou encara més important, perquè la noblesa ja no garantia en endavant el nomenament de l'hereter designat pel rei, la qual cosa forçà els reis posteriors a oferir encara més concessions als nobles que abans com a pagament de llur promesa per escollir els seus fills com successors a la corona.
Adalbert morí el 1137 i fou enterrat a la capella de Hildesheim de la catedral de Magúncia.